# Rue des Fossés-Saint-Bernard
La rue des Fossés-Saint-Bernard est une voie située dans le quartier Saint-Victor du 5e arrondissement de Paris.

## Situation et accès
La rue est desservie à proximité par la ligne 10 à la station Cardinal Lemoine.

## Origine du nom
Elle porte ce nom en raison de la proximité de l'ancienne porte Saint-Bernard.

## Historique
Cette rue est ouverte vers 1672 après l'autorisation de construction de maisons sur l'emplacement des fossés de l'enceinte de Philippe Auguste (côté pair de la rue) dont elle prend le nom actuel. Elle est successivement appelée « rue des Fossés » et « rue Neuve-des-Fossés-Saint-Bernard » avant de prendre son nom actuel.
En 1972, la rue est élargie à 24 m par la Ville de Paris pour les travaux du campus de Jussieu de la Faculté des sciences.

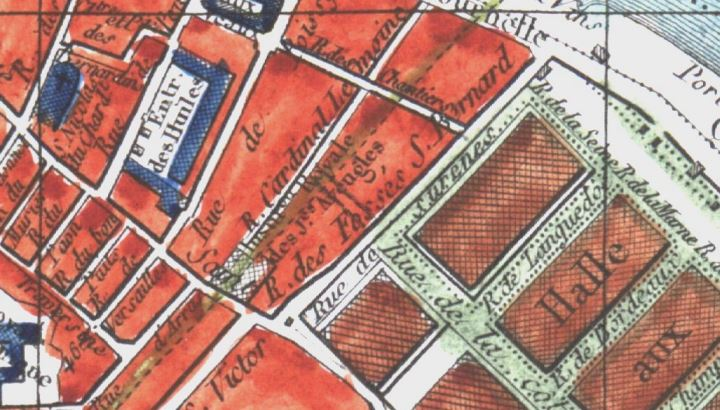
Rue des Fossés Saint Bernard - plan de Paris d'Ambroise Tardieu - 1839.

## Bâtiments remarquables et lieux de mémoire
- No 20 : emplacement où était installée la société de François Palloy. Celle-ci acheva la démolition de la forteresse de la bastille afin de récupérer pierres, ardoises, ferrures et poutres. Avec ce matériel, l'entreprise fabriquait des Bastille miniatures et autres bibelots. Ce commerce fut très lucratif[2]...
- No 28 : restes de l'enceinte de Philippe Auguste.
- No 30: emplacement de l’hôtel de Bazancourt, du XVIIe siècle, qui servit de maison d’arrêt, entre 1800 et 1835[3].
- À la suite de la prise d'otages des Jeux olympiques de Munich (1972), le Mossad met au point l'opération Vengeance, chargée d'éliminer plusieurs des membres de l'organisation terroriste impliquée dans le drame. Le 28 juin 1973, Mohamed Boudia est tué rue des Fossés-Saint-Bernard[4],[5].